# Xã Cazenovia, Quận Woodford, Illinois
Xã Cazenovia (tiếng Anh: Cazenovia Township) là một xã thuộc quận Woodford, tiểu bang Illinois, Hoa Kỳ. Năm 2010, dân số của xã này là 1.768 người.